# Kvarnön
Kvarnön este o arie protejată (arie specială de conservare — SAC, sit de importanță comunitară — SCI) din Suedia întinsă pe o suprafață de 20,1 ha, integral pe uscat.

## Localizare
Centrul sitului Kvarnön este situat la coordonatele 60°26′39″N 17°19′03″E / 60.4441°N 17.3175°E.

## Înființare
Situl Kvarnön a fost declarat sit de importanță comunitară în aprilie 2004 pentru a proteja 1 specie de animale. Situl a fost protejat și ca arie specială de conservare în martie 2011.

## Biodiversitate
Situată în ecoregiunea boreală, aria protejată conține 2 habitate naturale: Taiga vestică, Păduri caducifoliate bătrâne naturale hemiboreale fino-scandinave (Quercus, Tilia, Acer, Fraxinus sau Ulmus) bogate în specii epifite.
La baza desemnării sitului se află o specie protejată de  nevertebrate: Cucujus cinnaberinus.